# When the Music Dies
A When the Music Dies (magyarul: Ha a zene meghal) egy dal, amely Azerbajdzsánt képviselte 2012-es Eurovíziós Dalfesztiválen. A dalt a azeri Sabina Babayeva adta elő angolul.
A dalt 2012. március 17-én a YouTube-on mutatták be, az előadó hivatalos csatornáján. Szövegét és zenéjét a svéd származású Anders Bagge, Sandra Bjurman, Stefan Örn és Johan Kronlund szerezte. A videóklipje két nappal a dal megjelenése után elkészült.
Az Eurovíziós Dalfesztiválon a dalt a május 26-án rendezett döntőben adták elő a fellépési sorrendben tizenharmadikként, a norvég Tooji Stay című dala után és a román Mandinga Zaleilah című dala előtt. A szavazás során 150 pontot szerzett, mely a 4. helyet jelentette a 26 fős mezőnyben. A maximális 12 pontot 4 országtól, Litvániától, Máltától, Törökországtól és Ukrajnától kapta meg.
A következő azeri induló Farid Mammadov volt Hold Me című dalával a 2013-as Eurovíziós Dalfesztiválon.